# Ласси, Пётр Петрович
Граф (с 14.11.1740) Пётр Петро́вич Ла́сси (Лесси, Лессия) (англ. Pierce Edmond de Lacy, ирл. Peadar de Lása; 30 октября 1678 — 19 апреля 1751) — один из самых успешных полководцев России XVIII века. Ирландец родом, в 1700 году поступил на русскую службу и к 1736 году дослужился до чина генерал-фельдмаршала. Отец австрийского фельдмаршала Франца Морица Ласси. Сенатор (1743).

## Происхождение и юность
Происходил из древнего нормандского рода Ласси (Lacy, Lassy), обосновавшегося в Ирландии. В 13 лет примкнул к якобитам и принял, в чине лейтенанта, участие в обороне Лимерика от вильямитов.
По окончании войны двух королей, граф Лукан эмигрировал со своими сторонниками во Францию, где из них составился так называемый „Ирландский отряд“, в который Пётр Ласси был записан рядовым, так как во Франции за ним не было признано британское офицерское достоинство. Братья будущего фельдмаршала погибли в войнах Людовика XIV, а сам он, заслужив в 1697 году в Савойской кампании свой первый офицерский чин, перешёл на службу к австрийцам.
Под командованием герцога де Круа участвовал в походе против турок и вместе с ним поступил в 1700 году на русскую службу.

## Северная война
Под начальством герцога де Круа участвовал в битве при Нарве.
В 1701 году, после похода на Кокенгузен и Ригу, фельдмаршал Б. П. Шереметев произвёл его в капитаны и назначил командиром гренадерской роты. В 1702 году он участвовал с ней в деле под Гуммельсгофом; в 1703 году назначен командиром «дворянской роты», был с ней в лифляндских походах этого года, а в 1704 году — при осаде и штурме Дерпта.
В 1705 году переведён майором в полк графа Шереметева и участвовал в Гродненской операции. В 1706 году именным указом Петра I назначен подполковником в новонабранный полк Куликова (потом 1-й пехотный Невский), для которого позднее станет «вечным шефом».
За взятие Быхова в 1707 году произведён в полковники. С открытием новой кампании против шведов (1708) командовал Сибирским пехотным полком и был опасно ранен в голову при переправе через Десну, но остался в строю. После занятия Ромен, царь назначил Ласси «комендантом с полками и казаками, и оные Ромны [Ласси] укрепил боями и палисадами и в прочем во всем управил по инструкции, данной от Его Императорского Величества; за которую службу пожалован в Гренадерский полк».
Командуя последним, принимал участие в бое под Решетиловкой и Полтавском сражении, где вторично тяжело ранен.
В 1710 году принимал ближайшее участие в осаде Риги, а по взятии города был назначен комендантом города.
В 1711 году, участвуя в Прутском походе, произведён в бригадиры, а в 1712 – в генерал-майоры.
В 1713 году, под непосредственным начальством Петра I, был в бою под Фридрихштадтом. Также принимал деятельное участие в осаде и взятии Штеттина.
В июле 1719 года принял участие в экспедиции адмирала Ф. М. Апраксина к побережью Швеции. Высадившись с отрядом в 2400 человек и 2 орудия недалеко от Стокгольма, обратил в бегство шведский отряд из 7000 человек при 7 орудиях. Добыча, вывезенная русскими из этой экспедиции, оценивалась в миллион талеров, а опустошения (кроме прочего были сожжены свыше 20 железоделательных, медеплавильных, кожевенных и кирпичных заводов, 43 мельницы) — в 12 млн. Нападение русских на коренную Швецию сломило последнее сопротивление; с этого времени мирные переговоры шли уже непрерывно, шведы делали почти все требуемые от них уступки. Ласси был в 1720 году произведён в генерал-поручики.
Летом 1721 года командовал десантным отрядом из 5000 пехотинцев и 370 человек иррегулярной конницы, высадившимся между Евле и Умео и действовавшим на шведской территории свыше полутора месяцев, разорив при этом 12 железоделательных заводов, крупный оружейный завод (производительностью 8 тысяч ружей в год), 8 пильных мельниц и захватил 607 пудов меди.
С 1723 по 1725 годы состоял членом Военной коллегии.
В 1727 году был отправлен с корпусом войск к границам Курляндии, чтобы не допустить Морица Саксонского, притязавшего на вакантный престол, утвердиться в герцогстве, а вместе с тем — чтобы не дать и полякам слишком проявлять там своё влияние. Действовал энергично и довольно умело, выполнив возложенное на него поручение. После этого был оставлен в Лифляндии губернатором.

## Война за польское наследство
В полной мере полководческий талант Ласси проявился с началом войны за польское наследство. В 1733 году он был послан начальником отряда в 16000 человек, отправленного в Речь Посполитую для поддержки Августа III против Станислава Лещинского.

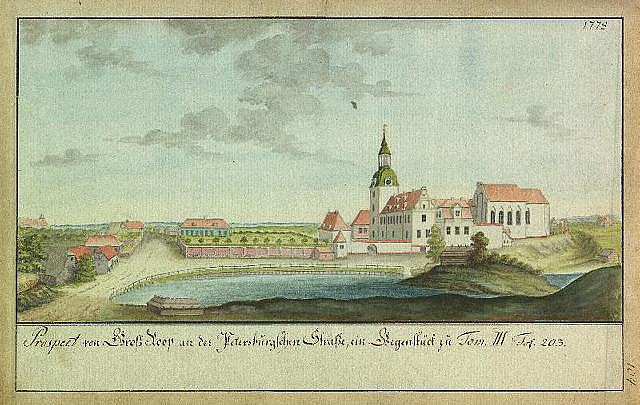
Гросс-Рооп, лифляндское имение Петра Ласси

Вытеснение Лещинского из Польши осветило Ласси как тонкого дипломата, который особенно умело подготавливал такие военные предприятия, которые были связаны с трудностями передвижения и снабжения продовольствием армии в диких, малонаселённых местах.
Кампания 1733—1734 годов была именно таковой. Свои дела по управлению губернией Ласси передал отцу будущего генерал-аншефа Вилима Фёлькерзама и, оставив семью на постоянное жительство в рижском губернаторском доме, отбыл к войскам. Ему было предписано 6 августа вступить в пределы Польши. Июль он потратил на окончательное устройство продовольственной части, сбор лошадей, амуниции и т. п. Ласси предстояло выйти из большого затруднения: пройти через страну, не вооружив мирного населения против России, не мародерствуя и не грабя. К тому же русское правительство увеличило эту трудность, предписав ему за всё платить русскими деньгами; когда же поляки отказались их принимать, повелело всё брать силой, уплачивая русской монетой.
В начале августа его войска перешёл границу, 19 августа он занял Ковно, 27 августа – Гродно. При приближении армии Ласси шляхта оставляла свои поместья и бежала к Варшаве. Крестьянство оставалось, и главнокомандующему удавалось настолько сдерживать порядок в войске, что население не несло никакого урона. Вскоре после начала кампании к нему стали прибывать польские вельможи, сторонники России, за поддержкой и покровительством. Это было кстати, так как армия находилась в трудном положении. Её движение было медленно и тяжко. Армию связывала распутица, а разлившиеся реки и леса были едва проходимы. Ласси их преодолел и, ведя сношения с пророссийски настроенными магнатами, верно, хотя и медленно, щадя солдат, двигался вперёд.

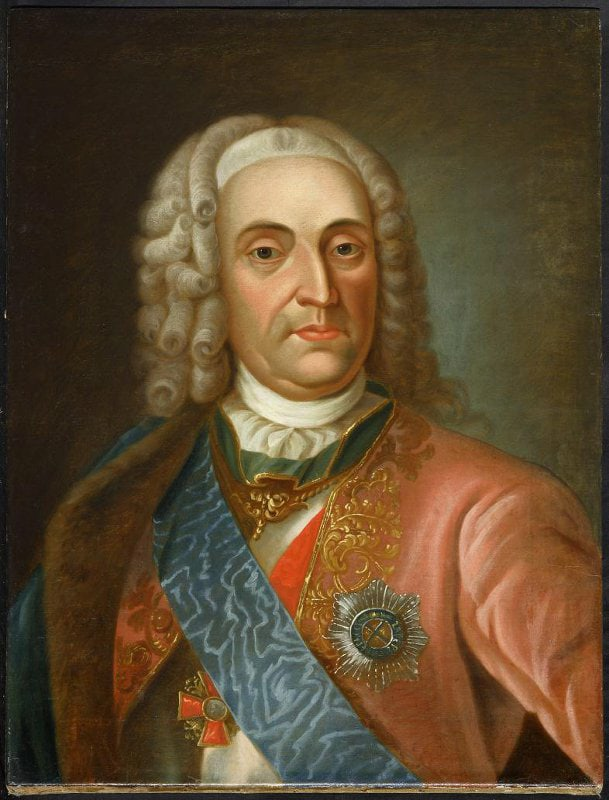
Портрет XVIII в.

Ласси приблизился к Варшаве 14 сентября, 20 сентября он взял предместье Варшавы Прагу, а 22 сентября в урочище Грохове был собран под защитой русской армии сейм, который выбрал королём Польши Фридриха-Августа, курфюрста Саксонского. 93 пушечных выстрела из русских орудий возвестили это избрание Варшаве, которая была в руках сторонников Лещинского. Переправив войска у Сохотина, Ласси заставил неприятеля отступить к Кракову и 5 октября занял своими отрядами столицу и её окрестности. Однако дисциплина в армии расстраивалась вследствие того, что все распоряжения и предприятия командования задерживались и портились вмешательством русского посла в Варшаве К. Г. Лёвенвольде. Вдобавок и правительство прислало приказ от 30 октября поспешить с окончанием польской кампании, чаще обо всём доносить и действовать, согласно рескриптам, посылаемым Лёвенвольде.

### Осада Данцига
К концу 1733 года на севере Польши образовались новые конфедерации, а 5 ноября с 12-тысячным войском против конфедератов и Лещинского был послан Ласси. 30 января 1734 года он был в 6 милях от Данцига, а 21 февраля доносил в Петербург о блокаде города и расположении войск.
По мнению Ласси, Данциг, снабжённый хорошей артиллерией, 30-тысячным войском, защищаемый построенными французскими инженерами укреплениями, нельзя было штурмовать с такой малочисленной артиллерией и армией, как та, что была в его распоряжении. Медленность и осторожность его не понравились в Петербурге, где к тому же хотели отослать из столицы Б. К. Миниха; последнему и поручили ускорить взятие Данцига. На военном совете Ласси был против немедленного приступа, но восторжествовало мнение Миниха за штурм. Ещё до него, впрочем, Ласси удалось одно важное предприятие: он разбил шедшего на помощь осаждённым воеводу Яна Тарло, сторонника Лещинского, и помешал французскому фрегату войти в устье Вислы.
Во время штурма Данцига обнаружилось громадное влияние Ласси на солдат. В штурмующей колонне все офицеры оказались перебитыми, и она остановилась под убийственным огнём неприятеля. Миних приказал отступать, но ему никто не повиновался. Только личное появление Ласси и его уговоры подействовали, и солдаты отступили в порядке, понеся при этом большой урон. Из контрибуции, взятой русскими с Данцига, на долю Ласси из денег за «колокольный звон» досталось 5000 рублей, 2083 червонца, 2 талера и 20 грошей.

### На Рейн
В 1734 году французы напали на императора I Рейха Карла VІ, и он, согласно договору, запросил от России союзнической помощи, каковая выразилась в посылке 13-тысячной армии под начальством Ласси. Опять ему пришлось вести войска через малонаселённые или бедные области, охраняя солдат от изнурения, а население – от мародерства и насилий.
О Галлы! Знали вы гусарские клинки

И в страхе мнили: служат немцам черти!

Дрожите ж — шлёт Москва к нам верные полки.

Едва ли кто из вас избегнет жуткой смерти!
Особенно тяжёлым был марш через Баварию. Правящий курфюрст Карл Альбрехт не участвовал в войне, но держался профранцузских взглядов. Баварские представители заявили в Вене, что курфюрст не допустит прохода русского корпуса даже посредством применения силы и выхода из нейтралитета. Для давления на курфюрста имперским властям даже пришлось произвести военную демонстрацию сняв войска с Рейна и Инна. В конце концов, курфюрст уступил. Из-за недостатка провианта марш через Обер-Пфальц и Зульцбах был проделан русскими войсками без днёвок за 4 дня. В Помол-Шпрунге баварские власти снабдили корпус фуражом и подводами.
Генерал Ласси доносил в Петербург, что при проходе через Баварию «воспрещения и помешательства ни от кого и от команды моей ни малейшего обывателям озлобления никому показано не было, но стоящей в Обор-Фальской земле поблизости нашего пути в полуторе тысяще салдат генерал-маеор барон Мировицки, приехав ко мне, именем принцепала его, курфирста Баварского, за доброе Ея Императорскаго Величества при проходе землею его состояние и поступки благодарил». 15-16 (26-27) августа корпус прибыл в Ладенбург и встал от Ладенбурга до Хайдельберга. 18 августа принц Евгений Савойский принял парад русского корпуса и остался доволен «этой столь хорошо управляемой и отлично выученной пехотой», но корпусу не пришлось принять участия в военных действиях: появление русских в Германии заставило врагов Австрии склониться к миру.
В марте 1736 года Ласси был в Вене. Император удостоил его отличного приёма, обласкал и одарил: подарил портрет, осыпанный бриллиантами и вручил 5000 червонцев в красном бархатном мешке. 17 февраля 1736 года Правительствующий сенат России был уведомлен о Высочайшем указе, производившим Ласси в генерал-фельдмаршалы.
Французский министр д’Аржансон вполне определённо писал, что действия России в Польше, мощное движение русских войск к Рейну, дают понятие о той внушительной силе, какой располагает эта держава. Кардинал де Флёри так напутствовал маркиза де Шетарди, отправляемого послом в Россию: «Россия в отношении к равновесию на Севере достигла слишком высокой степени могущества, союз её с Австрийским домом чрезвычайно опасен. Видели по делам в Польше, как злоупотреблял венский двор этим союзом. Если он мог в недавнее время привести на Рейн корпус московских войск в 10 тысяч, то когда ему понадобится подчинить своему произволу всю Империю, он будет в состоянии запрудить всю Германию толпами варваров».

## Война с турками

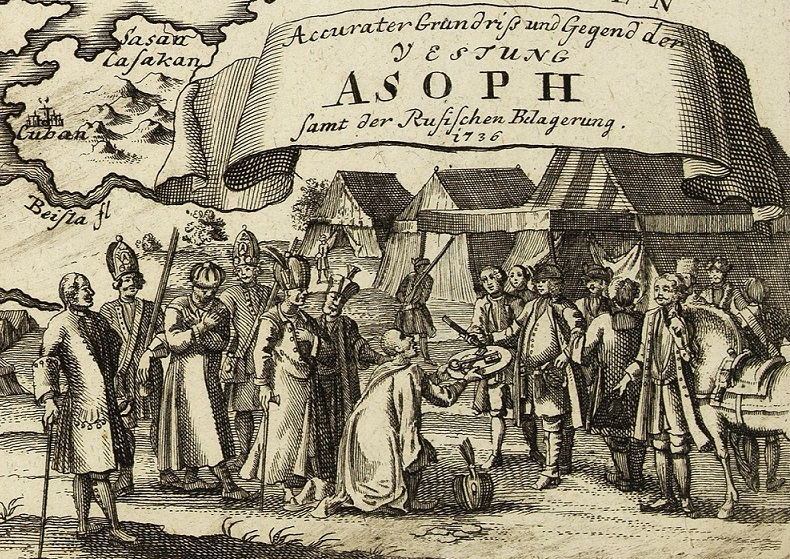
Капитуляция Азова в 1736 году. Азовский паша Мустафа Ага вручает графу Ласси ключи от города. Фрагмент немецкой гравюры 1740 года

### Азовский поход
В это время разгорелась война против турок. 17 апреля 1736 года Ласси прибыл из Рейнского похода в Царицынку, где находился его товарищ по командованию, тоже генерал-фельдмаршал, Б. К. Миних, и совещался с ним о будущих действиях против неприятеля. Ласси двинулся к Азову, Миних — на Крым. В степи Ласси подвергся нападению татар; вещи его были ограблены и сам он едва спасся.
Осада Азова была быстрой: 17 (28) июня войска Ласси начали штурм азовского палисада, а 19 (30) июня город сдался. Такая быстрая удача объяснялась отчасти умелым и энергичным воинским поиском, а отчасти тем, что Ласси задействовал несколько армян-шпионов, указавших ему самые слабые места крепости. По взятии её она была приведена в способный для обороны вид, а осадная артиллерия отослана в город Изюм. Сам Ласси стал готовить армию для продвижения в Крым, но встретил неожиданное препятствие в виде неудовольствия со стороны Миниха. Ласси по чинам и по выслуге лет был старше его, но всегда подчинялся распоряжениям Миниха.

### Крымский поход
По возвращении из Азова правительство возложило на Ласси сбор к походу донских казаков, малороссийских и слободских казачьих полков, а также башкир на Крымское ханство. Такое поручение шло вразрез с личными намерениями Ласси. Прошло уже четыре года, как он покинул свою семью, не видал детей, и даже из-за постоянных передвижений почти не получал писем. По его словам, дети его были «без науки и призрения». Желая повидаться со своими, он просился на всю зиму в отпуск в Ригу. Вместо этого он получил приказание обсудить совместно с Минихом план будущей кампании и, должно быть в виде утешения, был награждён орденом Св. Андрея Первозванного. Главнокомандующему в поощрение верной службы 1 апреля 1737 года пожаловано было в Лифляндии 37 гаков земли.
3 мая 1737 года он выступил из Азова к Крыму со стороны Сиваша, откуда турки никак не ждали наступления и, перейдя его, вторгся на полуостров по Арабатской стрелке, опустошая всё на пути и двигаясь к Карасубазару. У этого городка он разбил ханское войско в двух битвах 12 и 14 июня, но не мог оставаться в тех землях вследствие недостатка провизии, особенно конских кормов. В тот раз русские войска ещё дольше продержались бы в Крыму и наверняка достигли бы большего успеха, если бы к ним вовремя подоспела помощь из Малороссии от князя И. Ф. Барятинского. Но не получив своевременной поддержки, Ласси отступил к Молочным водам. 17 октября 1737 года его корпус для последующей зимовки прибыл в «Бахмут на Украине».

### Корпус Ласси в 1738—1739 годах
Съездив в Петербург для совещания и согласования действий русской и австрийской армий (ноябрь 1737), Ласси вернулся на юг и стал готовиться к новому весеннему походу. Его регулярная армия была усилена казацкими и калмыцкими полками и опять от него посыпались жалобы на недоставление денег, рекрутов, лошадей, амуниции, о недостатке телег, роспусков, извозчиков, конской сбруи, артиллерийских припасов и т. д. Уладив несогласия среди начальников Донского войска и насколько было возможно изготовившись, Ласси двинулся к Перекопу. 26 июня 1738 года он перешёл пересохший Сиваш, оставив обоз под охраной. 40-тысячная турецко-татарская армия отступила за Турецкий вал, при конце которого находилась крепость Чиваш-Кале. Ласси её осадил. Проливной дождь помешал началу решительных действий.
Недостаток припасов и засуха принудили его отступить к Донцу; неудача так сильно подействовала на генерал-фельдмаршала, что он послал императрице прошение об отставке, но в Петербурге были им довольны и отставку не приняли. Государыня поблагодарила его за службу и пожелала её продолжения. В ответном благодарственном письме он обещал ревностно служить до конца своей жизни.
На следующий год ему была подчинена Днепровская флотилия и запорожские казаки. В апреле 1739 года предполагалось начало новой кампании. Подготовкой её Ласси был крайне недоволен. Заключение Белградского мира сделало этот поход излишним. Регулярные войска, бывшие под командой Ласси, двинуты были к Москве ввиду возможности новой войны со шведами.

## Война со шведами
Ласси был из числа тех рыцарских натур, какие ещё встречались в первой половине XVIII века. Он по нужде должен был продавать свою шпагу, но верно и честно служил тому, кто платил. Воин по природе и склонностям, он любил и знал своё дело и выгодно отличался от других русских полководцев из иноземцев тем, что всегда и всюду преследовал интересы России, а не свои. Он никогда на проявлял наклонности прославиться напрасным пролитием чужой для него русской крови и никогда не отваживался на такие отчаянные дела, какими прогремел Миних.
В шведскую войну 1741—1743 годов Ласси — главнокомандующий русской армии. Сам он указом 19 февраля 1740 года был назначен генерал-губернатором Лифляндским и Рижским, а в ноябре был пожалован с потомством в графы Священной Римской империи. Это время стало расцветом его влияния. 8 августа 1741 года он был назначен к присутствию в Военной коллегии.
Шведская война своей успешностью во многом обязана его энергии, распорядительности и заботливости о войске. Ведя её, он показал себя верным и умным учеником Петра Великого и в производстве операций в Финляндии пользовался как его опытом, так и своим прошлым личным. Дисциплиной в войсках и умением ладить с населением он приобрёл в Финляндии многих доброжелателей и сторонников России.
23 августа 1741 года русские войска одержали победу под Вильманстрандом и взяли Вильманстрандскую крепость, потеряв солдат в 2,5 раза меньше, чем шведы. Последовала серия победных сражений и 24 августа 1742 года шведские войска в Финляндии капитулировали. 26 августа русские вошли в Гельсингфорс. Вскоре русские войска полностью заняли всю Финляндию и Эстерботтен.
Войной со Швецией закончилась боевая деятельность Ласси, но он продолжал быть видным военным деятелем, и к нему обращались за советами при осложнении внешних дел. 27 июля он был назначен командующим войсками в Лифляндии.барона фон Витте
Умер Пётр Ласси в 1751 году, оставив после себя добрую память, особенно среди солдат.
Его имя было присвоено 1-му пехотному Невскому полку 1-й пехотной дивизии Русской императорской армии.

## Отзывы современников
В своих записках испанский посол при российском дворе герцог де Лириа сообщает о нём:

Генерал Ласси, генерал от инфантерии, родом ирландец, знал своё дело в совершенстве; его любили, и он был человек честный, не способный сделать ничего дурного и везде пользовался бы славою хорошего генерала.

 „Опытный, неустрашимый полководец, отличался быстротой своей на ратном поле, с просвещенным умом соединял доброе сердце, возвышенные чувства…“ Н. Н. Бантыш-Каменский

## Семья
В 1711 году женился на Марте Филиппине фон Функен (нем. Martha Philippine geb. von Funcken a. d. H. Löser) (4 июля 1685 — 22 ноября 1759) вдове шведского графа Ханса Кристофера Фрёлиха (швед. Hans Christoffer Frölich, ум. 1710). В браке родились 4 сына и 5 дочерей:
- Хелена фон Ласси (нем. Helena von Lacy) — жена рижского генерал-губернатора графа Ю. Ю. Броуна;
- Марта Филиппина фон Ласси (нем. Martha Philippina von Lacy) (17 декабря 1715 — 21 апреля 1760) — жена российского тайного советника и обер-гауптмана Вильгельма Генриха фон Ливена;
- Анна фон Ласси — жена российского генерал-лейтенанта графа Павла Стюарта (Стуарта) (ум. 1765);
- Аполлония фон Ласси (нем. Apollonia von Lacy) — жена российского камергера и генерал-майора барона фон Виттена;
- Катарина Мария фон Ласси (нем. Katharina Maria von Lacy) — жена российского генерал-лейтенанта, командира Санкт-Петербургского драгунского полка, барона Эверта Густава фон Бойе;
- Франц Мориц Ласси (1725—1800)  — известный военачальник;
- Родственник[16] — Борис (Мориц) Петрович Ласси (Лэзи) (1737—1820), генерал от инфантерии.